# (35186) 1993 VV1
1993 VV1 (asteroide 35186) é um asteroide da cintura principal. Possui uma excentricidade de 0.17104820 e uma inclinação de 1.99023º.
Este asteroide foi descoberto no dia 11 de novembro de 1993 por Seiji Ueda e Hiroshi Kaneda em Kushiro.